# Lateral (Rätsel)
Ein Lateral oder Black Story ist ein Rätsel, bei dem mit wenigen Informationen eine paradox oder unsinnig erscheinende Endsituation einer Kurzgeschichte vorgegeben wird, deren vorheriger Verlauf durch gezieltes Nachfragen gefunden werden muss. Ein Lateral wird manchmal auch (etwas ungenau) als Ja-Nein-Rätsel bezeichnet. Da sehr oft eine kriminelle Geschichte zugrunde liegt, ist auch die Bezeichnung Rätselkrimi geläufig.

## Wort-Herkunft
Die Bezeichnung des Rätsels kommt vom lateinischen Adjektiv lateral („seitlich, seitwärts“) sowie von der Denkweise, die zur Lösung erforderlich ist, dem lateralen Denken. Dabei soll „lateral“ in diesem Zusammenhang eigentlich eher mit „spielerisch, schöpferisch“ oder auch „ausschweifend“ im Sinne von „kreativ“ übersetzt werden. Die Lateralrätsel widersprechen oft der Alltagslogik und sind in hohem Grade unwahrscheinlich. Deshalb bewegen sie sich auch oft im Bereich des Kriminell-Absurden.

## Beschreibung
Der Rätselsteller gibt meist mit einem Satz eine Situation vor, deren Zustandekommen es zu erraten gilt. Die Teilnehmer tasten sich mit Hilfe von Fragen, die der Aufgabensteller mit „Ja“ oder „Nein“ beantworten kann, an die Lösung heran. Fragen können auch mit „Irrelevant“ beantwortet werden, wenn sie nicht zur Lösung des Rätsels erforderlich sind. Inwieweit Hilfestellungen gegeben werden, liegt immer an der Spielerrunde und am Spaß, der im Vordergrund stehen sollte. Üblicherweise berechtigen die Antworten „Ja“ oder „Irrelevant“ zu weiteren Fragen, wohingegen ein „Nein“ den nächsten Ratenden an die Reihe kommen lässt. Die Gewinnbedingungen können zuvor vereinbart werden für jene Mitratenden, die die meisten „Ja“ erzielen, oder für denjenigen Ratenden, der die vollständige Lösung als erster rekonstruieren kann.

### Beispiele
Eines der bekanntesten Laterale beginnt mit den Informationen:
Romeo und Julia liegen tot auf dem Boden vor einem geöffneten Fenster. Glassplitter liegen auf dem nassen Boden. Was ist passiert?
Die Lösung: 
Romeo und Julia sind Goldfische. Durch einen starken Luftzug wurde das Fenster aufgerissen, dieses wiederum hat dabei das Goldfischglas zu Boden stürzen lassen, worauf die Fische erstickten.
Ein auch sehr bekanntes Lateral beginnt damit:
Ein toter Mann liegt nackt im Schnee mit einem Streichholz in der Hand. Nirgends sind Fußspuren zu sehen. Was ist passiert?
Die Lösung: Der Mann war zuvor mit mehreren Leuten in einem Heißluftballon, der abzustürzen drohte, da nicht mehr genügend Gas im Tank war. Um Gewicht zu verlieren, zogen sich alle aus und warfen die Kleider über Bord. Als das nicht half, zogen sie Streichhölzer. Der Mann hatte das kleinste und musste abspringen.
Ein komplexeres Beispiel mit sehr kurzer Endsituation und langer zu erratender Vorgeschichte: Ein Mann geht in ein Spezialitätenrestaurant, bestellt Albatros-Fleisch und isst davon. Plötzlich steht er auf, geht nach Hause und erhängt sich. Warum?
Die Lösung: Der Mann war vor Jahren gemeinsam mit Freunden zur See gefahren, schiffbrüchig geworden und auf einer Insel gestrandet. Sie waren die einzigen beiden Überlebenden, wobei er selbst krank und schwach in einer Höhle lag und von seinem Freund unter Verwendung des einzigen Nahrungsmittels gesund gepflegt wurde, das es auf der Insel gab: Das Fleisch der Albatrosse, wie ihm sein Freund sagte. Nach der Rettung gingen die Wege der beiden auseinander. Als der Mann am Restaurant vorbeikam und sah, dass es dort Albatros-Fleisch im Angebot gab, ging er in Erwartung an alte Erinnerungen hinein, um wieder etwas davon zu essen. Als er das Fleisch aß, wurde ihm plötzlich klar, dass er nie zuvor Albatrosfleisch gegessen hatte. Sein Freund hatte ihm in der Not das Fleisch der ertrunkenen und angeschwemmten Schiffskameraden zubereitet und ihm das mit einer Notlüge glaubhaft gemacht, um den geschwächten Kameraden nicht zusätzlich psychisch zu belasten. Mit der Vorstellung, Menschenfleisch gegessen zu haben, konnte der Mann nicht leben, woraufhin er sich erhängte.